# Can Sans d'Aiguabona
Can Sans d'Ayguabona és un edifici del municipi de Tossa de Mar (Selva). Es tracta d'una masia de planta rectangular que consta de planta baixa i pis superior. La masia està coberta amb una teulada de dues aigües de vessants a laterals i rematada amb unr ràfec format per tres fileres: la primera de rajola plana i la segona i la tercera de teula. Forma part de l'Inventari del Patrimoni Arquitectònic de Catalunya.

## Descripció
La masia està estructurada internament basant-se en tres crugies. La planta baixa consta de tres obertures, a destacar especialment el gran portal d'accés adovellat d'arc de mig punt amb unes dovelles de grans dimensions molt ben escairades i treballades. Paral·lelament, el portal està flanquejat per dues obertures - una per banda-. Es tracta de dues finestres amb llinda, muntants de pedra i cobertes amb un enreixat de ferro forjat. Es diferencien únicament per la forma, ja que la de la dreta és rectangular, mentre que la de l'esquerra quadrangular.
En el primer pis o planta noble trobem tres obertures de similar tipologia, és a dir tres finestres equipades amb llinda monolítica, muntants de pedra i ampit treballat. Sota de l'ampit trobem la solució arquetípica, que consisteix en la disposició de dues o tres pedres, com a mesura de reforç en la sustentació de la pesant finestra. Tanmateix, les tres finestres es diferencien únicament en aspectes puntuals: en primer lloc, les dues dels extrems són similars, és a dir quadrangulars mentre que la del centre és rectangular i sota l'ampit trobem un petit fris dentat. Al costat de la finestra central, la qual està ubicada simètricament amb el portal d'accés amb el qual comunica, trobem un magnífic rellotge de sol el qual presenta un bon estat de conservació. En ell es pot llegir una inscripció molt interessant que diu així: "MANSUS ANS AROMIRO DOMINUM IUSTEM IEME FECIT ANNO 1880"
A l'esquerra de la masia trobem adossat un cos de treball compost per dues plantes i cobert amb una teulada d'una sola aigua de vessant a laterals i amb un ràfec format per quatre fileres: la primera de rajola plana, la segona de rajola en punta de diamant, la tercera de rajola plana i la quarta de teula. En la planta baixa trobem una obertura rectangular tapiada i coronada amb una llinda rústica de pedra i immediatament al seu costat, podem contemplar les restes vivents d'un contrafort. En el primer pis, trobem una finestra quadrangular equipada amb llinda monolítica, muntants de pedra i ampit treballat.
Pel que fa al tema dels materials prepondera la pedra en dues modalitats. Per una banda, tenim els murs formats per roques fragmentades i còdols manipulats a cops de martell lligades amb fang o morter de calç. Mentre que per l'altra, la pedra sorrenca localitzada en les llindes i muntants de totes les obertures.

## Història
La documentació d'aquest mas forma part de l'arxiu Aromir. El document més antic és una carta precària atorgada el 1315 en la qual es confirmava a Guillem Sans el seu mas Sans, la peça de terra coneguda com a la Rabassada d'en Sans i altres propietats. Diversos documents del segle XIV constaten la continuïtat d'aquesta família al capdavant del mas. Per la carta precària del 1478 sabem que a més del quintà, el mas posseïa altres quatre camps, dues terres, una feixa, una muntanya, un bosc, una terra a la Carbonera i dos molins, un dels quals amb camps. El mas apareix a la llista de focs remences i en els dos fogatges següents, la qual cosa fa pensar en ús interromput com a habitació i com a explotació durant tota l'edat mitjana.
L'any 1478, fra Ponç Andreu, abat de Ripoll, concedí a Bartomea, muller de Miquel Sans, pagès de Tossa, la carta precària del mas Sans d'Aiguabona. Entre les terres del mas hi havia la "coma de Salions", la qual afrontava a llevant amb l'indret anomenat Pedra Sobre Altra; a migdia amb terres de Salionç en el lloc dit "prat del capellà"; a ponent amb el mas Julià i a tramuntana amb el mas Far de Montagut. En el capbreu de 1639 el nombre de propietaris declarades per aquest mas era molt inferior al de 1478, i en el capbreu de 1739 ja apareix com a part del patrimoni dels Vidal, propietaris del mas Salvador de la Creu, que l'havien adquirit el 1733.
Actualment, el mas conserva força bé l'aspecte que devia tenir a principis del XVII. El rellotge de sol de la seva façana duu la data de MDCXVI. Possiblement per aquelles dates la casa fou reformada i embellida aprofitant una bona situació econòmica. Pel gran aspecte de conservació que evidencia la teulada, tot fa pensar que entorn de finals del segle passat, aproximadament, es devien duu a terme les pertinents obres de restauració i manteniment, en el context de les quals es construí la nova teulada que podem contemplar avui en dia.